# Tōgō, Aichi
Tōgō (東郷町 Tōgō-chō) là thị trấn thuộc huyện Aichi, tỉnh Aichi, Nhật Bản. Tính đến ngày 1 tháng 10 năm 2020, dân số ước tính thị trấn là 43.903 người và mật độ dân số là 2.400 người/km2. Tổng diện tích thị trấn là 18,03 km2.

## Địa lý

### Đô thị lân cận
- Aichi
  - Nagoya
    - Midori

  - Nisshin
  - Kariya
  - Toyoake
  - Miyoshi

## Giao thông

### Đường bộ
- Quốc lộ 153